# Papp Sándor (festő)
Papp Sándor (Diós, 1868. május 14. – Temesvár, 1937) magyar festő, akadémiai tanár és igazgató.

## Élete és munkássága
Művészeti tanulmányait Budapesten és Párizsban folytatta, majd az Iparművészeti Iskola tanáraként dolgozott. Később Kolozsváron telepedett le. A pannonhalmi millenniumi emlékmű számára portrékat és tájképeket, valamint freskókat készített Szent Istvánról, Könyves Kálmánról, IV. Béláról és Árpádról. 1920-tól Temesváron élt, ahol 1933-ig a Művészeti Akadémia tanára és igazgatója volt.